# Texella bifurcata
Texella bifurcata is een hooiwagen uit de familie Phalangodidae.